# Akio Ōtsuka
Pour les articles homonymes, voir Otsuka.
 (octobre 2019).
Si vous disposez d'ouvrages ou d'articles de référence ou si vous connaissez des sites web de qualité traitant du thème abordé ici, merci de compléter l'article en donnant les références utiles à sa vérifiabilité et en les liant à la section « Notes et références ».
Akio Ōtsuka (大塚 明夫, Ōtsuka Akio, souvent romanisé Ohtsuka Akio) né le 24 novembre 1959 est un seiyū japonais. Il est le fils de Chikao Ōtsuka lui-même seiyuu. Depuis novembre 2005, il travaille pour la société Mausu Promotion. On lui confie généralement des rôles d'hommes virils et matures.

## Rôles notables
- 3x3 Eyes (OAV) : Benares
- Agent Aika (OAV) : Gozo Aida
- Amon : Apocalypse of Devilman (OAV) : Amon
- Angel Cop (OAV) : Hacker
- Ashita no Nadja (TV) : Jose Rodriguez
- Ayane's High Kick (OAV) : Kunimitsu Tange
- Babel II OAV : Yomi
- Baki : Yujiro Hanma
- Banner of the Stars (TV) : Samsonn
- Beastars : Gohin
- Berserk (manga) : Skull Knight (Chevalier squelette)
- Black Jack (OAV) : Black Jack
- Black Jack (TV) : Black Jack
- Black Jack (film) : Black Jack
- Bleach (TV) : Kyōraku Shunsui
- Blue Seed (TV) : Daitetsu Kunikida (chef de section)
- Blue Seed Beyond (OAV) : Daitetsu Kunikida
- Canaan (TV) : Siam
- City Hunter: Services Secrets (special) : McGuire
- Cowboy Bebop (TV) : Whitney Hagas Matsumoto
- Devil May Cry (TV) : Morrison
- Dirty Pair Flash (OAV) : Calbee
- Fate/Zero (OAV) : Rider Iskandar
- Final Fantasy XIV: Gaius van Baelsar
- Fire Emblem Fates : Garon
- Fire Emblem Heroes : Garon, Jeralt
- Fire Emblem: Monshō no Nazo (OVA) : Roi Cornelius
- Fire Emblem: Three Houses : Jeralt Reus Eisner
- Fire Emblem Warriors: Three Hopes : Jeralt Reus Eisner
- Flame of Recca (TV) as Kai
- Full Metal Panic! (TV) : Lt. Cmdr. Andrey Kalinin
- Full Metal Panic! The Second Raid (OAV) : Andrei Kalinin
- Full Metal Panic! The Second Raid (TV) : Andrei Kalinin
- Full Metal Panic? Fumoffu (TV) : Andrei Kalinin
- Ghost of Tsushima : Shimura
- Ghost in the Shell (film) : Batou
- Ghost in the Shell 2: Innocence (film) : Batou
- Ghost in the Shell: Stand Alone Complex (TV) : Batou
- Golgo 13: Queen Bee (film) : Duke Togo / Golgo 13
- Gundam Wing Endless Waltz Special Edition (film) : Narrateur
- Hajime no Ippo : Bryan Hawk
- Hokuto no Ken - Raoh Gaiden Junai-hen (film) : Souther
- Hokuto no Ken - Yuria Densetsu (film) : Souther
- Hunter x Hunter (2011) : Uvôgin / Mizaisutomu Nana
- Hyper Police (TV) : Batanen Fujioka
- InuYasha film 3 : Swords of an Honorable Ruler : père de Inu-Yasha
- Jojo's Bizarre Adventure : Whammu
- Kamen Rider Saber (TV) : voix des Seiken Swordrivers et des Wonder Ride Books
- Key the Metal Idol (OAV) : Aoi
- Kiki la petite sorcière (film) : capitaine du dirigeable
- Kingdom Hearts (jeu vidéo) : Ansem, Xehanort
- Kyo Kara Mao (TV) : Gwendal von Voltaire
- Kyo Kara Mao R (OAV) : Gwendal von Voltaire
- L/R: Licensed by Royalty (TV) : Mister
- La mélancolie de Haruhi Suzumiya (TV) : Arakawa
- Le Château ambulant (film) : King of Ingary
- Le Dernier Vol de l'Osiris (OAV) : Thadeus
- Le Secret du sable bleu (TV) : Christopher Barsac
- Legend of Basara (TV) : Khazan
- Lupin III: Alcatraz Connection (spécial)
- Lupin III: Farewell to Nostradamus (film) : Chris
- Lupin III: Part III (TV) : Goemon Ishikawa
- Mad Bull 34 (OAV) : John "Sleepy" Estes (alias Mad Bull)
- Magic Knight Rayearth (TV) : Windham
- Magic Knight Rayearth 2 (TV) : Windham
- Martian Successor Nadesico (TV) : Kouichiro Misumaru
- Metal Gear Solid (Jeu vidéo): Solid Snake
- Metal Gear Solid 2: Sons of Liberty (Jeu vidéo) : Solid Snake & Solidus Snake
- Metal Gear Solid 3: Snake Eater (Jeu vidéo): Naked Snake
- Metal Gear Solid 4: Guns of the Patriots (Jeu vidéo): Solid Snake (Old Snake)
- Metal Gear Solid : Ground Zero (Jeu vidéo) : Big Boss
- Metal Gear Solid V: The Phantom Pain : Venom Snake / Big Boss
- Mobile Suit Gundam 0083 : Stardust Memory (OAV) : Anavel Gato
- Mobile Suit Gundam 0083 : Le crépuscule de Zeon (film) : Anavel Gato
- Mobile Suit Gundam Wing (TV) : Narrateur; Vice Foreign Minister Darlian (ep1-2,4-5,27)
- Mobile Suit Gundam Wing: Endless Waltz (OAV) : Narrateur
- Mob Psycho 100 : Smile
- My Hero Academia: All For One
- Nadia, le secret de l'eau bleue (TV) : Captain Nemo
- Naruto Shippuden : Chiriku
- Neo Ranga (TV) : Shogo Haseoka
- One Piece (TV) : Marshall D. Teach/Blackbeard
- One Piece Special: Adventure in the Ocean's Navel : Captain Joke
- One Piece: Omatsuri Danshaku to Himitsu no Shima (film 6) : Baron Omatsuri
- Onegai My Melody (TV) : Kuromi's Father, Mr. Godzilla, Teacher, Mr. Goat
- Otaku no Video (OAV) : Banker Kanda; Narrator
- Paprika : Toshimi Konakawa
- Patlabor (TV) : Gomioka; Kataoka
- Pokémon Générations (ONA) : Giovanni
- Pompo The Cinephile (film) : Martin Braddock
- Porco Rosso (film) : Curtis
- Power Stone (TV) : Vargas
- Queen Emeraldas (OAV) : Vaidas
- Rayearth (OAV) : Windam
- Rurouni Kenshin (TV) : Jinei "Kurogasa" Udoh
- Saint Seiya: Hades
- Sakura Wars 2 (OAV) : Seiya Ogata
- Samurai Champloo (TV) : Okuru
- Samurai X: Reflection (OAV) : Jinei "Kurogasa" Udoh
- SD Gundam Force (TV) : Professor Gerbera
- Silent Möbius (TV) : Razan Namigumo
- Slayers Return (film) : père de Selena
- Stink Bomb (film) : Military Official
- Stratos4 (OAV) : Inquisitor Tsukino
- Stratos4 (TV) : Inquisitor
- Street Fighter 2 V (TV) : Barrack; Narrator
- Sword of the Stranger (film) : Shōgen Itadori
- Tenchi Muyo! GXP (TV) : Azusa Masaki Jurai
- Tenchi Muyo! Ryo-Ohki (OAV) : Azusa
- The Galaxy Railways (TV) : Schwanhelt Bulge
- The Galaxy Railways: A Letter from the Abandoned Planet (OAV) : Schwanhelt Bulge
- The Heroic Legend of Arslan (OAV) : Andragoras III
- Tokyo Godfathers (film) : Doctor
- Toriko : Livebearer
- Touch: Cross Road - Kaze no Yukue (spécial) : Fujimura
- Uchuu Sentai Kyuranger : Champ / Oushi Black
- Trigun (TV) : Rai-Dei the Blade
- Vampire Hunter: The Animated Series (OAV) : Demitri
- Vampire Princess Miyu (TV) : Black Kite (ep. 22, 26); Ohshima (ep 3)
- Vigilante: My Hero Academia Illegals : All For One
- Vinland Saga (TV) : Thorkell
- Virtua Fighter (TV) : Van Kuur
- Vision d'Escaflowne (TV) : Goau
- Yo-kai Watch Shadowside: Oni-ō no Fukkatsu : Nezumi Otoko
- Yakuza: Like a Dragon : Koichi Adachi
- Like a Dragon Ishin! : Isami Kondo
- Like a Dragon: Infinite Wealth : Koichi Adachi

## Doublages de films et dessins animés étrangers
- Jean Reno dans Léon (film) : Léon
- Antonio Banderas dans Desperado (film) : Le Mariachi
- Alexander Godunov dans Piège de cristal : Karl
- Wesley Snipes
- Arnold Schwarzenegger dans :
  - Un flic à la maternelle : John Kimble
  - Running Man : Ben Richards (Fuji TV Edition)
  - Last Action Hero : Jack Slater/ Arnold Schwarzenegger
- Samuel L. Jackson dans :
  - Jackie Brown
  - Pulp Fiction : Jules Winnfield
- Steven Seagal
- Michael Biehn dans :
  - Aliens, le retour : Caporal Dwayne Hicks (version DVD)
  - Rock : Commandant Anderson (version Nippon Television)
- Ed Harris dans Abyss (Bud Brigman, Fuji TV Edition)
- Nicolas Cage
- Le pigeon Bobby dans Animaniacs
- Jim Cummings dans Balto (film) (Steele)
- Dengeki Bunko Best Game Selection7 Fire Emblem Tabidati no syou (Drama CD) : Hardin
- Fire Emblem Shiranhen/Soumeihen (ja) (Drama CD) : King of Talys